# FK Blatnice pod Svatým Antonínkem
FK Blatnice pod Svatým Antonínkem (celým názvem: FK Blatnice pod Svatým Antonínkem, zapsán jako: FK Blatnice pod Svatým Antonínkem z.s.) je český fotbalový klub, který sídlí v Blatnici pod Svatým Antonínkem na Hodonínsku v Jihomoravském kraji. Založen byl roku 1938. Od sezony 2018/19 hraje I. B třídu Jihomoravského kraje (7. nejvyšší soutěž).
Klub své domácí zápasy odehrává na fotbalovém hřišti Blatnice pod Svatým Antonínkem, které má rozměry 100×66 metrů. Areál má kapacitu 600 diváků, z čehož je 80 míst k sezení. Zrekonstruované hřiště bylo otevřeno v neděli 7. června 2009.
V okresním přeboru Hodonínska klub poprvé startoval v sezoně 1985/86. V ročníku 2003/04 tuto soutěž vyhrál, čímž se prve ve své historii kvalifikoval do krajských soutěží.

## Historické názvy
Zdroj: 
- 1938 – SK Blatnice (Sportovní klub Blatnice pod Svatým Antonínkem)
- 1948 – JTO Sokol Blatnice (Jednotná tělovýchovná organisace Sokol Blatnice)
- 1953 – DSO Sokol Blatnice (Dobrovolná sportovní organisace Sokol Blatnice)
- 19?? – TJ Družstevník Blatnice (Tělovýchovná jednota Družstevník Blatnice)
- 1990 – TJ Družstevník Blatnice pod Svatým Antonínkem (Tělovýchovná jednota Družstevník Blatnice pod Svatým Antonínkem)
- 2009 – FK SaZ Blatnice pod Svatým Antonínkem (Fotbalový klub SaZ Blatnice pod Svatým Antonínkem)
- 201? – FK Blatnice pod Svatým Antonínkem (Fotbalový klub Blatnice pod Svatým Antonínkem)

## Umístění v jednotlivých sezonách
Stručný přehled
Zdroj: 
- 2004–2014: I. B třída Jihomoravského kraje – sk. C
- 2014–2018: I. A třída Jihomoravského kraje – sk. B
- 2018–2022: I. B třída Jihomoravského kraje – sk. C
- 2022–2023: Okresní přebor Hodonín
- 2023–: I. B třída Jihomoravského kraje – sk. C

Jednotlivé ročníky
Zdroj: 
Legenda: Z – zápasy, V – výhry, R – remízy, P – porážky, VG – vstřelené góly, OG – obdržené góly, +/− – rozdíl skóre, B – body, červené podbarvení – sestup, zelené podbarvení – postup, fialové podbarvení – reorganizace, změna skupiny či soutěže
| Česko (2004 – ) |                                         |        |    |    |   |    |    |    |     |    |        |
| Sezóny          | Liga                                    | Úroveň | Z  | V  | R | P  | VG | OG | +/− | B  | Pozice |
| 2004/05         | I. B třída Jihomoravského kraje – sk. C | 7      | 26 | 14 | 3 | 9  | 45 | 37 | −10 | 33 | 3.     |
| 2005/06         | I. B třída Jihomoravského kraje – sk. C | 7      | 26 | 10 | 3 | 13 | 40 | 50 | −10 | 33 | 12.    |
| 2006/07         | I. B třída Jihomoravského kraje – sk. C | 7      | 26 | 8  | 6 | 12 | 37 | 50 | −13 | 30 | 11.    |
| 2007/08         | I. B třída Jihomoravského kraje – sk. C | 7      | 26 | 9  | 7 | 10 | 34 | 47 | −13 | 34 | 10.    |
| 2008/09         | I. B třída Jihomoravského kraje – sk. C | 7      | 26 | 12 | 4 | 10 | 41 | 41 | 0   | 40 | 7.     |
| 2009/10         | I. B třída Jihomoravského kraje – sk. C | 7      | 26 | 14 | 8 | 4  | 51 | 31 | +20 | 50 | 3.     |
| 2010/11         | I. B třída Jihomoravského kraje – sk. C | 7      | 26 | 13 | 6 | 7  | 51 | 38 | +13 | 45 | 3.     |
| 2011/12         | I. B třída Jihomoravského kraje – sk. C | 7      | 26 | 11 | 6 | 9  | 46 | 43 | +3  | 39 | 5.     |
| 2012/13         | I. B třída Jihomoravského kraje – sk. C | 7      | 26 | 15 | 2 | 9  | 72 | 46 | +26 | 47 | 4.     |
| 2013/14         | I. B třída Jihomoravského kraje – sk. C | 7      | 26 | 18 | 6 | 2  | 63 | 28 | +35 | 60 | 2.     |
| 2014/15         | I. A třída Jihomoravského kraje – sk. B | 6      | 26 | 10 | 5 | 11 | 44 | 47 | −3  | 35 | 7.     |
| 2015/16         | I. A třída Jihomoravského kraje – sk. B | 6      | 26 | 9  | 7 | 10 | 58 | 65 | −7  | 34 | 7.     |
| 2016/17         | I. A třída Jihomoravského kraje – sk. B | 6      | 26 | 7  | 3 | 16 | 42 | 63 | −21 | 24 | 13.    |
| 2017/18         | I. A třída Jihomoravského kraje – sk. B | 6      | 26 | 2  | 1 | 23 | 32 | 88 | −56 | 7  | 14.    |
| 2018/19         | I. B třída Jihomoravského kraje – sk. C | 7      | 24 | 10 | 4 | 10 | 41 | 50 | −9  | 34 | 7.     |
| 2019/20         | I. B třída Jihomoravského kraje – sk. C | 7      | 13 | 4  | 2 | 7  | 21 | 32 | −10 | 14 | 11.    |
| 2020/21         | I. B třída Jihomoravského kraje – sk. C | 7      | 10 | 2  | 1 | 7  | 17 | 24 | −7  | 7  | 12.    |
| 2021/22         | I. B třída Jihomoravského kraje – sk. C | 7      | 26 | 3  | 6 | 17 | 36 | 79 | −43 | 15 | 14.    |
| 2022/23         | Okresní přebor Hodonín                  | 8      | 26 | 19 | 4 | 3  | 89 | 28 | +61 | 61 | 1.     |
| 2023/24         | I. B třída Jihomoravského kraje – sk. C | 7      | 26 | 5  | 4 | 17 | 42 | 71 | −29 | 19 | 13.    |
| 2024/25         | I. B třída Jihomoravského kraje – sk. C | 7      | 26 | 11 | 2 | 13 | 62 | 73 | −11 | 35 | 7.     |

Poznámky:
- 2013/14: Vítězné mužstvo FC Vracov se postupu vzdalo.[10]
- 2019/20: Odehráno jen 13 utkání, po té soutěž zrušena kvůli pandemii covidu-19.
- 2020/21: Odehráno jen 10 utkání, po té soutěž zrušena kvůli pandemii covidu-19.